# Georg Hentschel
Georg Hentschel (* 18. Dezember 1941 in Rengersdorf, Landkreis Glatz, Provinz Niederschlesien) ist emeritierter Professor für Exegese und Theologie des Alten Testaments an der Universität Erfurt.

## Lebenslauf
Georg Hentschel besuchte 1956 bis 1960 die Goethe-Oberschule in Roßlau/Elbe und legte dort das Abitur ab. Von 1960 bis 1964 studierte er Katholische Theologie am Philosophisch-Theologischen Studium in Erfurt, dem damals kirchlichen Vorläufer der Theologischen Fakultät der heutigen Erfurter Universität.
1968 bis 1971 war er seelsorgerisch als Vikar in Dessau tätig, anschließend bis 1976 Assistent am Philosophisch-Theologischen Studium Erfurt mit parallelem zeitweiligem Studium an der Katholischen Universität Lublin in Polen.
Anschließend war er bis 1978 Lehrbeauftragter am Philosophisch-Theologischen Studium Erfurt und promovierte 1978 mit einer Dissertation über „Die Elijaerzählungen“ an der Päpstlichen Universität Gregoriana in Rom. Anschließend wirkte er bis 1991  als Dozent am Philosophisch-Theologischen Studium Erfurt, unterbrochen 1989/1990 durch eine Freistellung zum Studium am Päpstlichen Bibelinstitut in Rom.
Von 1991 bis 2006 war Hentschel ordentlicher Professor für Exegese des Alten Testaments in Erfurt und zeitweilig auch zusätzlich Lektor für Hebräische Sprache und andere Sprachen des Alten Testamentes. 2006 wurde Hentschel anlässlich seines 65. Geburtstages mit einer Festschrift geehrt.